# Dianelunds koloniträdgårdsförening

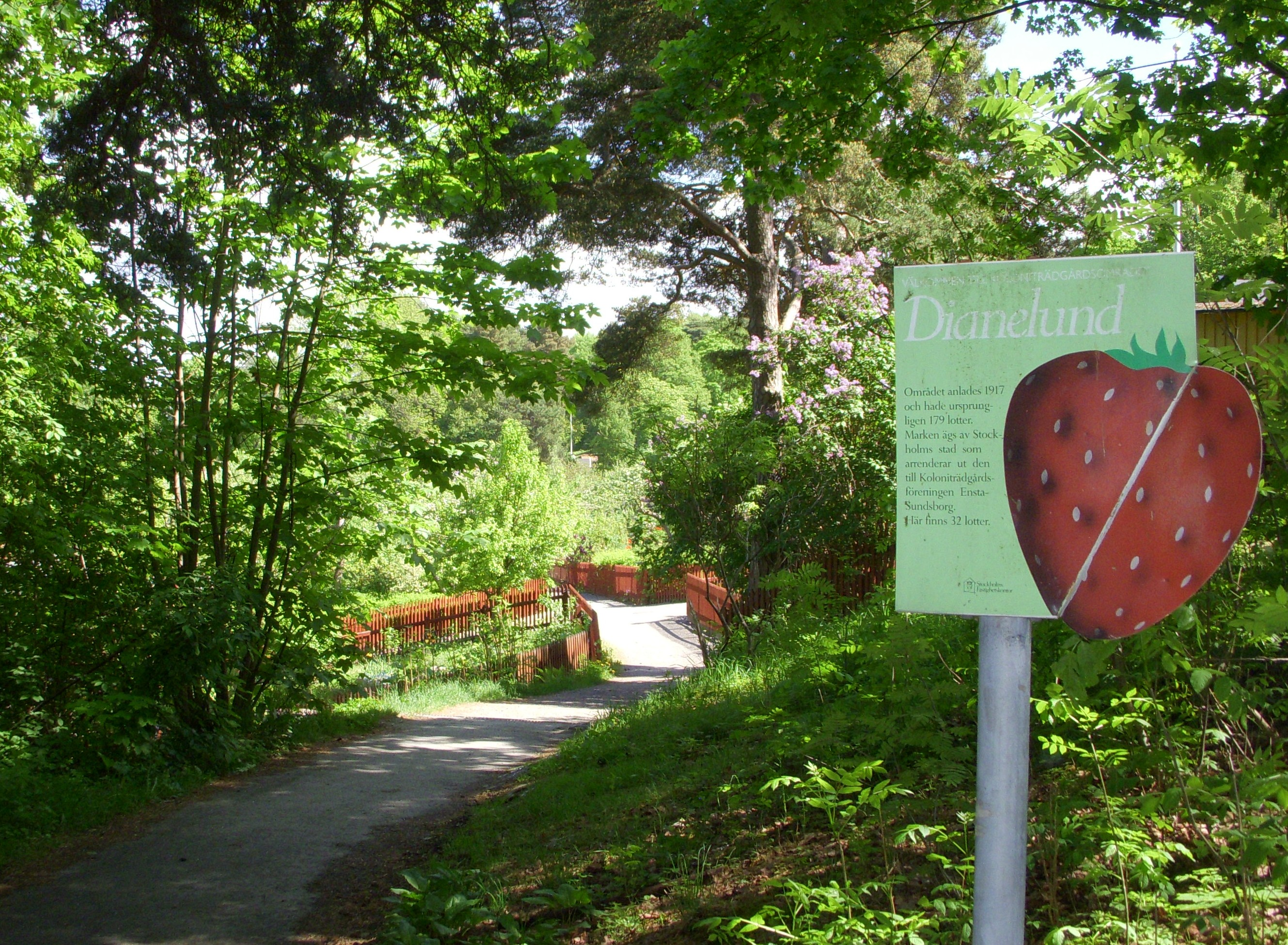
Dianelunds koloniträdgårdsförening.

Dianelunds koloniträdgårdsförening (kort Dianelund) är ett koloniträdgårdsområde i Årsta, södra Stockholm. Området ligger i Årstaskogen mellan Värmdö Gymnasium och Skanskvarnsskolan. Marken ägs av kommunen. Idag finns här  32 lotter samt torpet “Dianelund” efter vilket området fick sitt namn.

## Historik
Området anlades 1917 och hade ursprungligen 179 lotter. Meningen var att göra barnfamiljer självförsörjande med självodlad frukt och grönt. I början skulle 80% av lotten består av uppodlad mark medan 20% fick vara gräsmatta. I dag är proportionerna annorlunda. Lotternas storlek varierar mellan 290 m² och drygt 700 m² (avser två dubbeltomter). 
Inom området finns även det gamla torpet Dianelund som en gång i tiden låg under Årsta gård och som tidvis användes som stubinfabrik. Torpet förvaltas av föreningen och fungerar som förenings- och möteslokal. Tillsammans med intilliggande Skanskvarns koloniträdgårdsförening bildar Dianelund ett stort sammanhängande koloniområde i Årstaskogens östra del.

## Bilder

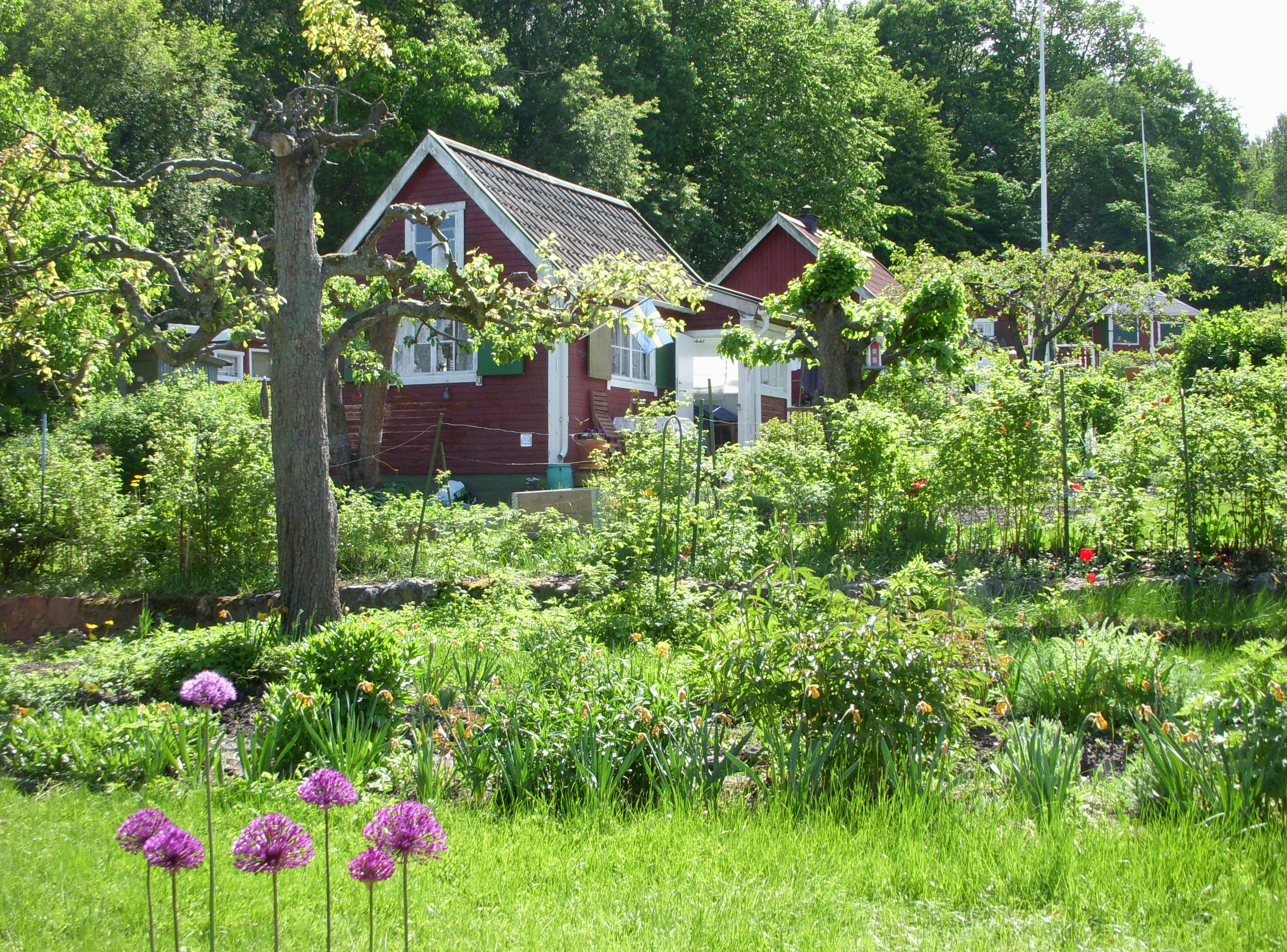
Kolonistugor
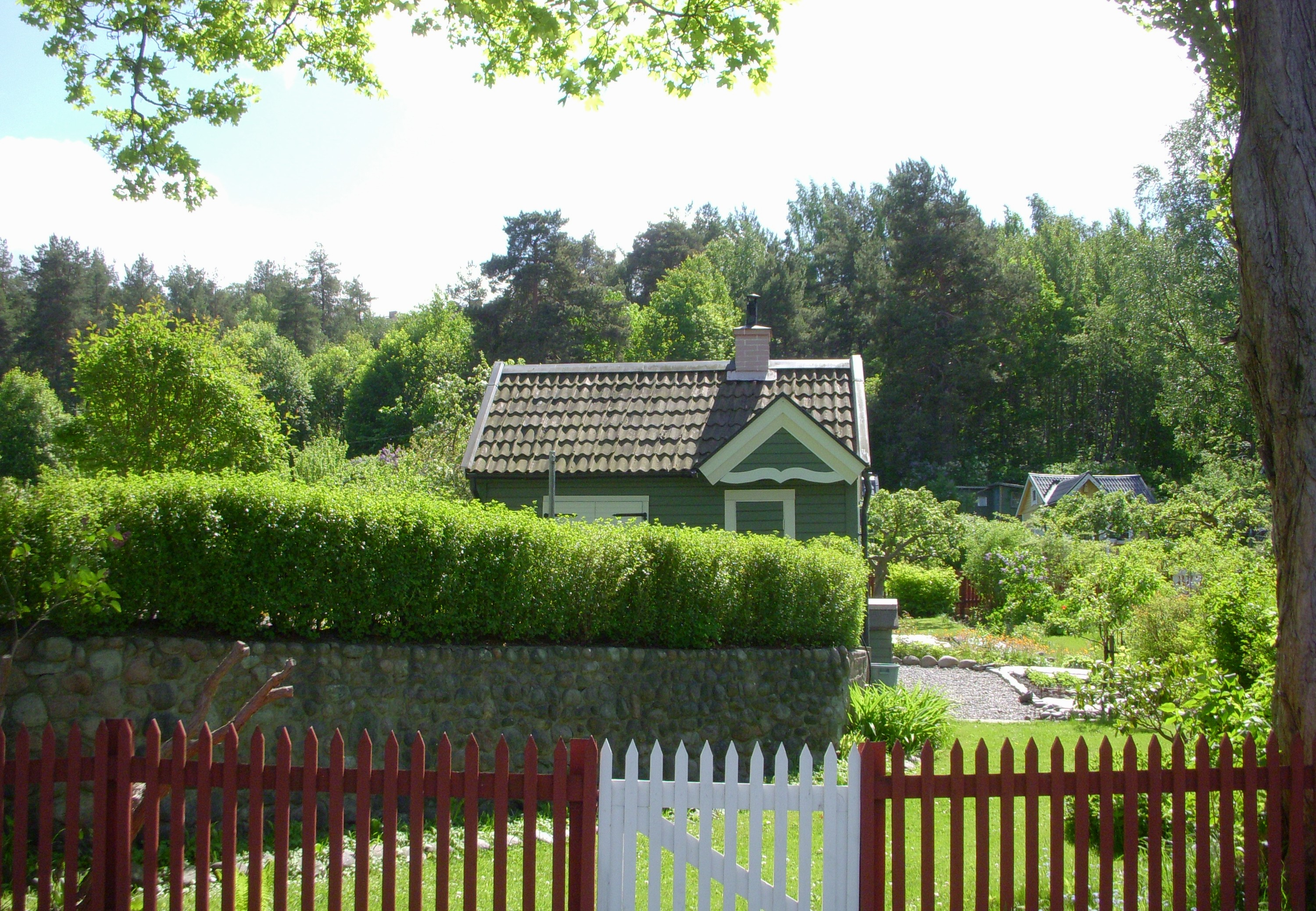
Kolonistugor
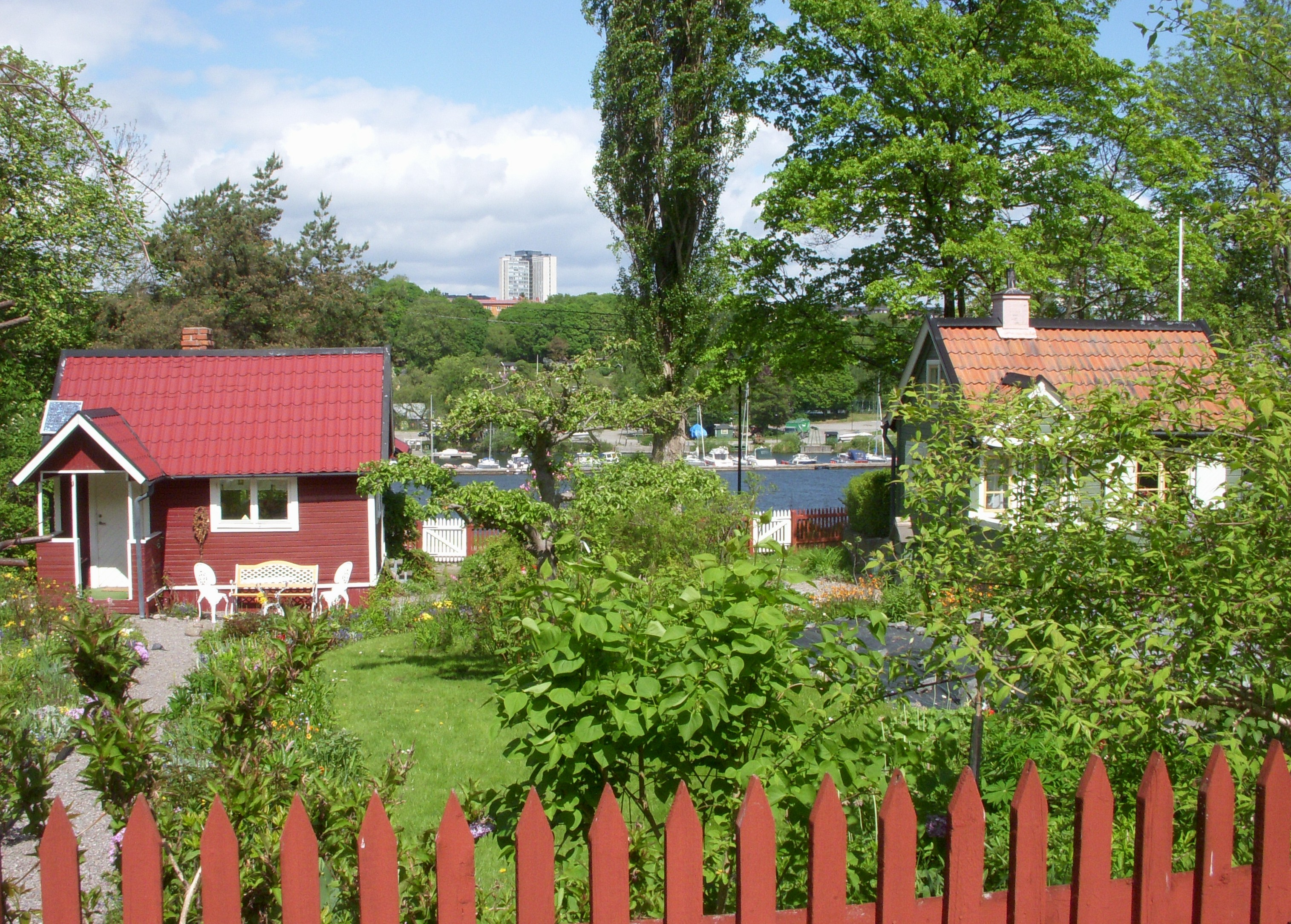
Kolonistugor
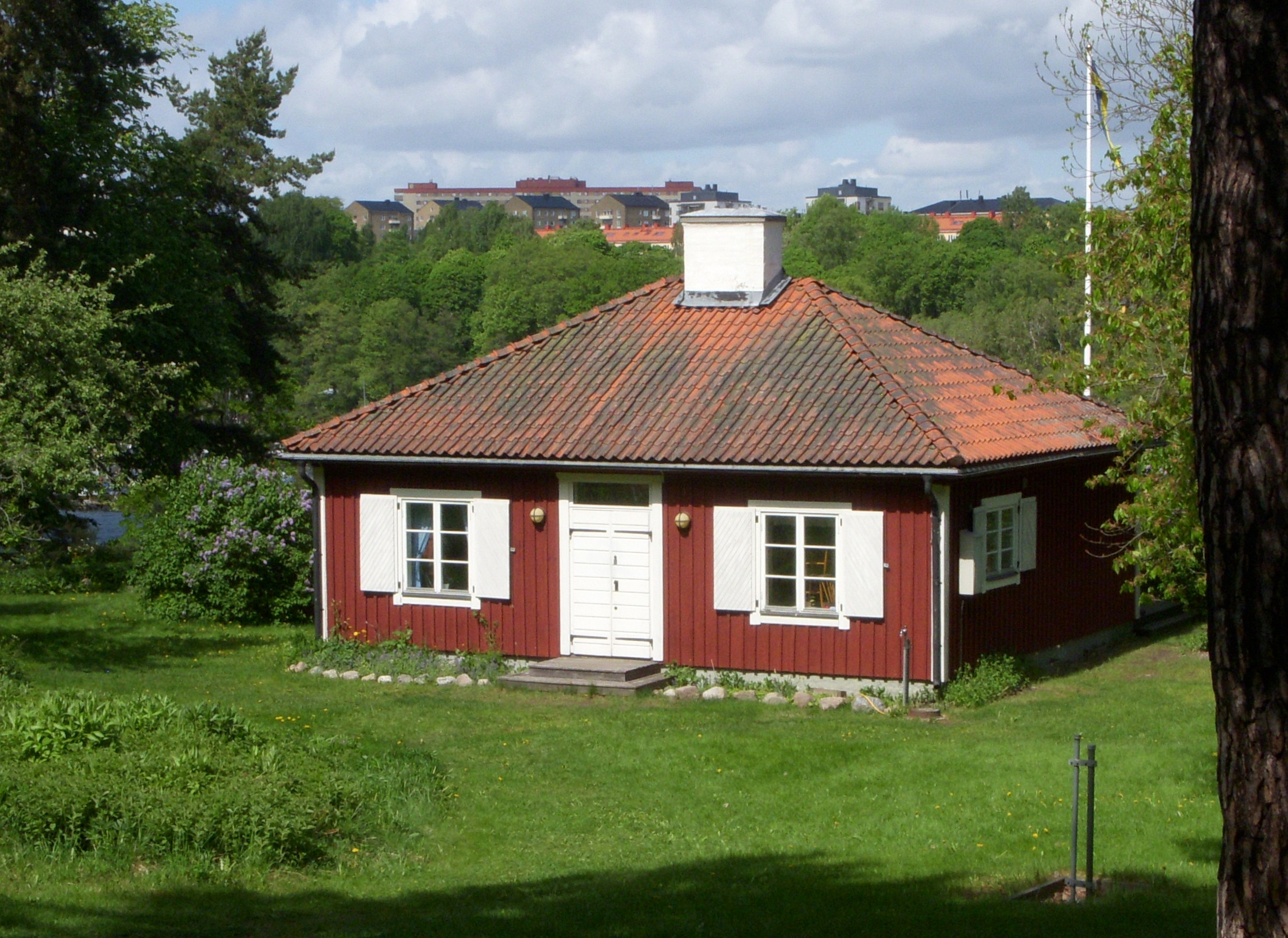
F.d. torpet Dianelund